# Aspen Hysys
Aspen Hysys (или просто Hysys) — симулятор химических процессов, разработанный AspenTech и используемый для математического моделирования таковых, от единичных реакций до полного цикла процессов на химических и нефтеперерабатывающих заводах.

## Возможности
Может выполнять многие основные расчёты химического машиностроения, в том числе связанные с массовым балансом, энергетическим балансом, парожидкостным равновесием, теплопередачей, массопереносом, химической кинетикой, фракционированием и перепадом давления. Широко используется в промышленности и научных кругах для стационарного и динамического моделирования, проектирования процессов, моделирования производительности и оптимизации.